# Nikos Kavadias
Nikos Kavadias (Νίκος Καββαδίας; Nikolsk Ussurijisk, 11 de gener de 1910-Atenes, 10 de febrer de 1975) fou un escriptor i poeta grec. La seva vida de navegant, plenament lligada al mar, impregna tota la seva obra.

## Biografia
Kavadias nasqué a Nikolsk Ussurijisk (avui Ussurijisk, a krai de Primórie), una ciutat en la ruta transsiberiana, propera a la costa del Pacífic, en territoris de Manxúria feia poc incorporats a l'Imperi Rus. Els seus pares eren grecs, originaris de l'illa de Cefalònia. La mare, Dorothea Angelatos, formava part d'una familia d'armadors, mentre que el pare, Kharílaos Kavadias, tenia negocis d'importació i exportació; era proveïdor de l'exèrcit rus i havia assolit una bona posició econòmica. En esclatar la Guerra del 1914, i amb els les primícies dels moviments revolucionaris russos, la familia Kavadias deixà Rússia i retornà a Grècia, a Cefalònia. El pare, però, feu cap a terres russes novament, per mirar de salvar els seus afers empresarials, i no tornà fins al cap de set anys, sense salut ni fortuna i havent patit presó i penalitats. La familia es traslladà a la ciutat portuària del Pireu, on poc després arribà una allau de refugiats, expulsats de les seves pàtries ancestrals d'Àsia, fruit de les conseqüències desastroses de la "gran idea".
És, doncs, a Grècia, on creix i es forma el jove Nikos i on, entre setze i divuit anys i sota l'ègida del seu mestre, el poeta i narrador Pavlos Nirvanas (pseudònim literari del metge de la marina Petros Apostolidis), comença a publicar els primers poemes. Inicia els estudis de medicina, que deixa en morir son pare, el 1929, i passa a treballar a les oficines de la companyia naviliera de la familia materna. Això el decanta pel que serà, fins als seus darrers dies, la seva professió i la seva vida: la marina, la navegació. A finals de 1929 s'embarca per primer cop. El 1939 esdevé radiotelegrafista, càrrec que ocuparà a partir d'aleshores, si bé l'esclat de la Segona Guerra Mundial li suposà un parèntesi en la seva vida al mar. Fou mobilitzat a la frontera amb Bulgària i, després, prengué part en la campanya d'Albània, on les tropes gregues s'enfrontaren amb les de Mussolini, i foren finalment escombrades per l'exèrcit alemany. Els anys de l'ocupació nazi de Grècia els passà a Atenes on, com molts altres intel·lectuals, s'integrà a la resistència amb el Front Nacional d'Alliberament. El 1944, un cop alliberada Grècia, es reincorporà a la seva professió marinera. A finals de 1974, prop dels seixanta-cinc anys, es veié forçat a deixar-la, en no trobar nou vaixell on enrolar-se, fet que li suposà un greu disgust i contratemps, ja que desitjava morir embarcat i tenir, al final, el mar com a sepultura. Pocs mesos després, el febrer de 1975, moria a Atenes.
Després de la seva mort, la seva poesia ha esdevingut molt popular a Grècia, en bona part a causa de la seva musicació pel reconegut músic i cantant grec Thanos Mikrútsikos.

## Obres

### Poesia
- 1933: Marabú (Μαραμπού). Recull de 19 poemes.[9] En feu una segona edició el 1947, amb 3 poemes més.[7]
- 1947: Boira (Πούσι)
- 1975 (publicació pòstuma): Traverso (Τραβέρσο)

### Prosa
- 1954: Guàrdia (Βάρδια)
- 1987 (publicació pòstuma): Li (Λί)
- 1987 (publicació pòstuma): De la guerra/Al meu cavall (Του Πολέμου/Στ' άλογό μου)

### Traduccions al català de la seva obra
- 2008: Traducció de 6 dels seus poemes, a càrrec de Jaume Almirall i Sardà.[10][11]
- 2010: Traducció, commemorativa del centenari de Kavadias, de Marabú; Tessalònica; El pràctic Nagel; Armida; Kuro Siwo; Carta d'un malalt; Esmeralda; La Creu del Sud; Mal du départ; La Guàrdia (fragment); Fata Morgana; A bord de l'"Aspasia"; Federico García Lorca; Cançó de Bressol; Tessalònica II; De la guerra (fragment); Li (fragment); a càrrec de Jaume Almirall Sardà; Joan-Carles Blanco Pérez; Jesús Cabezas Tanco; Joan F. Calabuig Calvo i Rubén Montañés Gómez.[12]
- 2013: "Li", "De la guerra" i "Al meu cavall". Traducció a càrrec de Jaume Almirall i Sardà.[13][11][14][15][16]
- 2021: Guàrdia (novel·la) i Poemes, traduccions a càrrec de Jaume Almirall i Sardà.

### Obra traduïda al català
- 2008: Kavadias, Nikos; Almirall, Jaume (traductor) «6 poemes de Nikos Kavadias (text original i traducció)». Reduccions. Revista de poesia. Eumo editorial [Vic], 91, 2008, pàg. 48-67. ISSN: 0214-8846 [Consulta: 29 abril 2015].
- 2010: Kavadias, Nikos; Traductors: Jaume Almirall Sardà; Joan-Carles Blanco Pérez; Jesús Cabezas Tanco; Joan F. Calabuig Calvo i Rubén Montañés Gómez «Marabú; Tessalònica; El pràctic Nagel; Armida; Kuro Siwo; Carta d'un malalt; Esmeralda; La Creu del Sud; Mal du départ; La Guàrdia (fragment); Fata Morgana; A bord de l'"Aspasia"; Federico García Lorca; Cançó de Bressol; Tessalònica II; De la guerra (fragment); Li (fragment)» (Pdf). Nikos Kavadias. Centenari. Cicle de conferències i col·loquis. Associació Catalana de Neohel·lenistes [Barcelona], 22-10-2010. Arxivat de l'original el 3 de març 2016 [Consulta: 29 abril 2015]. Arxivat 3 de març 2016 a Wayback Machine.
- 2013: Kavadias, Nikos; Almirall, Jaume (traductor). Li i altres relats. Traduïts del grec per Jaume Almirall.  Barcelona: Club Editor, febrer 2013 (Club dels novel·listes, 44). ISBN 9788473291705.